# آيت رحو والحاج ابريجة (كوشاتة الشرقية)
آيت رحو والحاج ابريجة هو دُوَّار يقع بجماعة أغبالو أقرار، إقليم صفرو، جهة فاس مكناس في المملكة المغربية. ينتمي الدوّار لمشيخة كوشاتة الشرقية التي تضم 14 دوار. يقدر عدد سكانه بـ 47 نسمة حسب الإحصاء الرسمي للسكان والسكنى لسنة 2004.

## وصلات خارجية
- البوابة الوطنية للجماعات الترابية
- المندوبية السامية للتخطيط